# Dubai Healthcare City
Dubai Healthcare City (DHCC) és una zona especialitzada de a la ciutat de Dubai, Emirats Àrabs Units, construïda pel govern de l'emirat de Dubai a la zona de la carretera d'Oud Metha al costat del khor, on es tracta tot el relatiu a la sanitat, la salut i la indústria farmacèutica, amb una sèrie d'institucions mèdiques localitzades a la zona, amb hospitals, clíniques, oficines farmacèutiques, centres d'investigació, de rehabilitació, etc. junt amb algunes vil·les residencials i apartaments i alguns hotels, tot rodejant un llac artificial; està destinat a promoure el turisme mèdic.